# The Indelicates
The Indelicates sind eine britische Indie-Band, die sich musikalisch zwischen Folk, Punk und Noiserock bewegt und vor allem für ihre zynischen Texte bekannt ist.
Gegründet wurde die Band 2005 von dem Songwriter und Ex-Comedian Simon Clayton und der Sängerin und Pianistin Julia Clark Lowes, einem ehemaligen Mitglied der Pipettes. Die beiden bilden das Zentrum der Band und firmieren auf deren Veröffentlichungen als Julia and Simon Indelicate. Sie nutzen die Band auch, um ihre Aktivitäten als Solisten zu präsentieren. Inzwischen hat sich um sie herum jedoch ein stabiles Line-up entwickelt. Die Band hat in Großbritannien und Deutschland mehrere Singles und EPs veröffentlicht.

## Diskografie

### Alben
- American Demo – Weekender Records – April 2008
- Songs for Swinging Lovers – Corporate Records – April 2010
- David Koresh Superstar – Corporate Records – Mai 2011
- Diseases of England – Corporate Records – Mai 2013
- Elevator Music – Corporate Records – August 2015
- Juniverbrecher – Corporate Records – 2017

### EPs
- The Last Significant Statement to Be Made in Rock’n’Roll – Sad Gnome Records – Februar 2007

### Singles
- We Hate the Kids – Sad Gnome Records – Juli 2006
- Julia, We Don’t Live in the ’60s – Weekender Records – Juli 2007
- Sixteen – Weekender Records – Oktober 2007
- America – Weekender Records – März 2008